# June Kirby
June Kirby, née en 1928 à Brooklyn, New York et morte le 6 mars 2022 à Aiken (Caroline du Sud), est une actrice, et mannequin américaine qui a passé la majeure partie de sa carrière en tant que costumière pour des productions hollywoodiennes et britanniques. Elle était showgirl au Diamond Horseshoe à la fin des années 1940 et a été repérée par la Metro-Goldwyn-Mayer qui lui a offert quelques rôles au cinéma en tant que Goldwyn Girls (en),, comme dans L'Étranger au paradis (1955) de Vincente Minnelli ou Blanches colombes et vilains messieurs (1955) de Joseph L. Mankiewicz face à Marlon Brando, Larri Thomas (en) et Pat Sheehan (model) (en),. Kirby a également joué à Broadway dans As the Girls Go (en) (1948-1950), et Les hommes préfèrent les blondes.

## Formation
Kirby fut étudiante à l'école d'art de l'Université de Kingston à Londres avec son amie Brenda Dabbs dont la carrière de costumière a durée quatre décennies avec plus de 70 productions telles que Le crime de l'Orient-Express (1974), La maîtresse du lieutenant français (1981), Mona Lisa (1986) ou encore Chambre avec vue (1985).

## Filmographie

### Actrice
| Year | Title                                    | Director                          | Role                             | Notes                                                                           |
| ---- | ---------------------------------------- | --------------------------------- | -------------------------------- | ------------------------------------------------------------------------------- |
| 1955 | L'Étranger au paradis                    | Vincente Minnelli                 | La femme du Harem - Goldwyn Girl |                                                                                 |
| 1955 | Blanches colombes et vilains messieurs   | Joseph L. Mankiewicz              | Le numéro des Hot Box Girls      | Furent partie du numéro: Kirby, Pat Sheehan (model) (en) and Larri Thomas (en). |
| 1955 | The Eddie Cantor Comedy Theatre (en)     | Eddie Davis (director) (en)       | -                                | Saison 1, Episode 26: What Do You Want in a Show.                               |
| 1957 | Highway Patrol (American TV series) (en) | Eddie Davis (director) (en)       | Barbara Franklin                 | Saison 2, Episode 18: Statute of Limitations.                                   |
| 1957 | Racket dans la couture                   | Vincent Sherman & Robert Aldrich. | La mannequin                     |                                                                                 |
| 1957 | La Belle de Moscou                       | Rouben Mamoulian                  | Mannequin                        |                                                                                 |
| 1958 | La Dernière Fanfare                      | John Ford                         | Mannequin                        |                                                                                 |
| 1960 | Un numéro du tonnerre                    | Vincente Minnelli                 | Invitée à la fête                |                                                                                 |

### Costumière
| Year        | Title                   | Director                          | Notes                                                                                                 |
| ----------- | ----------------------- | --------------------------------- | --- |
| 1954        | The Diamond (film) (en) | Dennis O'Keefe & Montgomery Tully | |
| 1955 - 1956 | Fabian of the Yard (en) | Charles Saunders                  | 5 épisodes: - The Masterpiece - Cocktail Girl - The Ribbon Trap - The Sixth Dagger - The Lover's Knot |
| 1962        | Lunch Hour (en)         | James Hill                        | |
| 1972        | Along the Way (1972)    | T.S. Lyndon-Haynes & John Reeve   | |

### Département des costumes
| Year | Title                         | Director         | Head of Costume   | Notes |
| ---- | ----------------------------- | ---------------- | ----------------- | --- |
| 1956 | The Adventures of the Big Man | Don Chaffey      |                   | 10 épisodes: - The Smugglers - The Frightened Angels - The Door of Gold - The Thief - Lady Killer - The Gun Runners - Secret Enemy - The Magenta Box - The Amazon Bandit - The Bomb |
| 1971 | On the Buses (en)             | Harry Booth (en) | Rosemary Burrows  | |
| 1983 | La Forteresse noire           | Michael Mann     | Anthony Mendleson | |
| 1984 | Supergirl                     | Jeannot Szwarc   | Emma Porteous     | |

### Effets spéciaux
| Year | Title            | Director              | Notes                                      |
| ---- | ---------------- | --------------------- | ------------------------------------------ |
| 1982 | The Dark Crystal | Jim Henson & Frank Oz | Création des créatures pour l'Unité Mystic |